# Linh dương Przewalski
Linh dương Przewalski (Procapra przewalskii) là một loài động vật có vú trong họ Bovidae, bộ Artiodactyla. Loài này được Büchner mô tả năm 1891.

## Hình ảnh

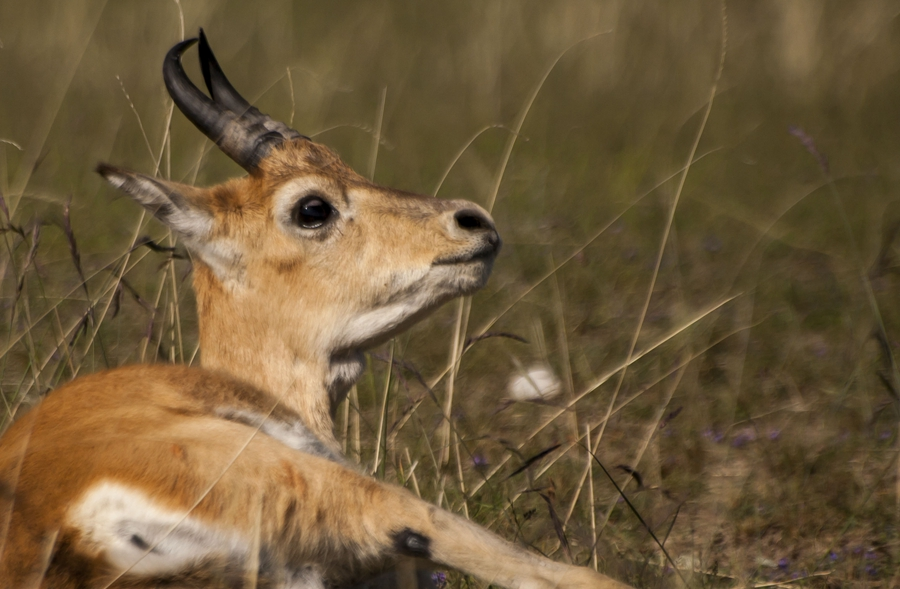
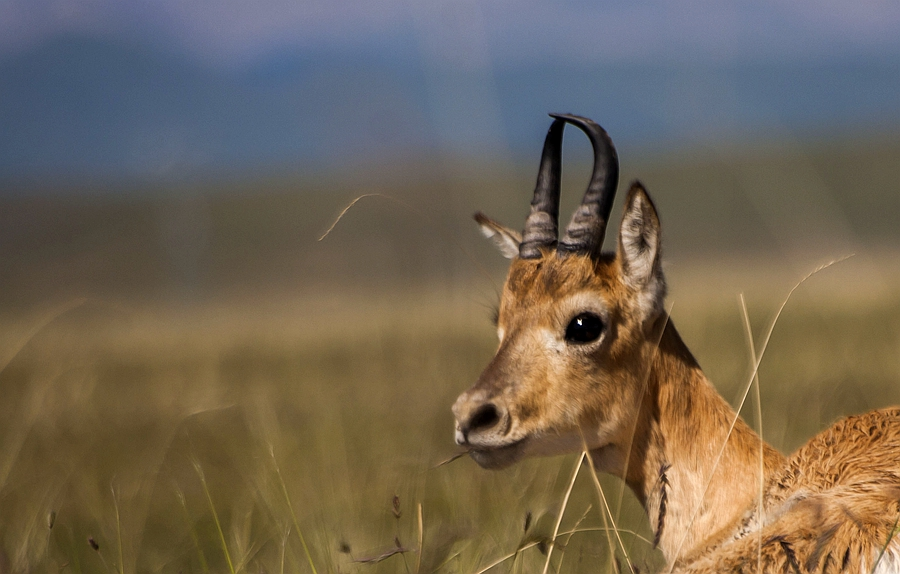